# 2003년 K리그
2003년 K-리그는 K-리그의 21번째 시즌이다. 시즌은 3월 23일부터 11월 16일까지 진행되었다. 2003 시즌엔 1991년으로부터 12년 만에 단일리그로 회귀, 팀별로 홈 앤드 어웨이로 네 차례씩 경기를 치르는 풀리그 방식으로 바뀌었다. 리그컵 대회는 폐지되었으며, 슈퍼컵은 전년도 리그 우승 팀과 FA컵 우승 팀이었던 성남 일화 천마와 수원 삼성 블루윙즈의 사정으로 열리지 않았다. 광주 상무 불사조와 대구 FC의 참가로 전년도에 비해 두 팀이 늘어난 12개 팀으로 리그가 구성되었다.
성남 일화 천마가 초반부터 1위를 달리면서 일찌감치 우승을 확정, 2001 시즌부터 리그 3연패를 차지하였다.
성남 신태용이 K-리그 사상 최초로 60-60 클럽에 가입하며 K-리그 역사를 새로 썼고, 성남 일화의 김도훈과 전북의 마그노가 마지막 경기까지 치열하게 득점왕 경쟁을 벌인 끝에 김도훈이 28골로 한 시즌 최다골을 기록하며 득점왕을 차지했다. 
2003 시즌은 1992년 이후 계속 유지되어 오던 컵 대회가 폐지되고 정규리그 1개 대회만 4라운드 풀-리그 방식으로 진행된 점이 특징이다.

## 시즌 개요

### 참가 구단
| #  | 팀명               | 연고지     | 리그 참여년도 | 전년도 순위 |
| -- | ------------------ | ---------- | ------------- | ----------- |
| 1  | 성남 일화 천마     | 성남시     | 1989년        | 우승        |
| 2  | 울산 현대 호랑이   | 울산광역시 | 1984년        | 준우승      |
| 3  | 수원 삼성 블루윙즈 | 수원시     | 1996년        | 3위         |
| 4  | 안양 LG 치타스     | 안양시     | 1984년        | 4위         |
| 5  | 전남 드래곤즈      | 전라남도   | 1995년        | 5위         |
| 6  | 포항 스틸러스      | 포항시     | 1983년        | 6위         |
| 7  | 전북 현대 모터스   | 전라북도   | 1995년        | 7위         |
| 8  | 부천 SK            | 부천시     | 1983년        | 8위         |
| 9  | 부산 아이콘스      | 부산광역시 | 1983년        | 9위         |
| 10 | 대전 시티즌        | 대전광역시 | 1997년        | 10위        |
| 11 | 대구 FC            | 대구광역시 | 2003년        | 신생팀      |
| 12 | 광주 상무 불사조   | 광주광역시 | 2003년        | 신생팀      |

## 시즌 순위

### 정규시즌 순위
| 순위 | 팀                 | 경기수 | 승점 | 승 | 무 | 패 | 득점 | 실점 | 골득실 |
| ---- | ------------------ | ------ | ---- | -- | -- | -- | ---- | ---- | ------ |
| 1    | 성남 일화 천마     | 44     | 91   | 27 | 10 | 7  | 85   | 50   | +35    |
| 2    | 울산 현대 호랑이   | 44     | 73   | 20 | 13 | 11 | 63   | 44   | +19    |
| 3    | 수원 삼성 블루윙즈 | 44     | 72   | 19 | 15 | 10 | 59   | 46   | +13    |
| 4    | 전남 드래곤즈      | 44     | 71   | 17 | 20 | 7  | 65   | 48   | +17    |
| 5    | 전북 현대 모터스   | 44     | 69   | 18 | 15 | 11 | 72   | 58   | +14    |
| 6    | 대전 시티즌        | 44     | 65   | 18 | 11 | 15 | 50   | 51   | -1     |
| 7    | 포항 스틸러스      | 44     | 64   | 17 | 13 | 14 | 53   | 46   | +7     |
| 8    | 안양 LG 치타스     | 44     | 56   | 14 | 14 | 16 | 69   | 68   | +1     |
| 9    | 부산 아이콘스      | 44     | 49   | 13 | 10 | 21 | 41   | 71   | -30    |
| 10   | 광주 상무 불사조   | 44     | 46   | 13 | 7  | 24 | 41   | 60   | -19    |
| 11   | 대구 FC            | 44     | 37   | 7  | 16 | 21 | 38   | 60   | -22    |
| 12   | 부천 SK            | 44     | 21   | 3  | 12 | 29 | 39   | 73   | -34    |

## 우승 구단
우승
| K-리그 2003 우승             |
| ---------------------------- |
| 성남 일화 천마 여섯번째 우승 |

## 시즌 통계

### 개인 기록

#### 득점
| 순위 | 선수     | 클럽               | 득점 | 경기 |
| ---- | -------- | ------------------ | ---- | ---- |
| 1    | 김도훈   | 성남 일화 천마     | 28   | 40   |
| 2    | 도도     | 울산 현대 호랑이   | 27   | 44   |
| 3    | 마그노   | 전북 현대 모터스   | 27   | 44   |
| 4    | 이따마르 | 전남 드래곤즈      | 23   | 34   |
| 5    | 에드밀손 | 전북 현대 모터스   | 17   | 39   |
| 6    | 신병호   | 전남 드래곤즈      | 16   | 42   |
| 7    | 우성용   | 포항 스틸러스      | 15   | 40   |
| 8    | 나드손   | 수원 삼성 블루윙즈 | 14   | 18   |
| 9    | 뚜따     | 수원 삼성 블루윙즈 | 14   | 31   |
| 10   | 쿠키     | 부산 아이콘스      | 13   | 22   |

#### 도움
| 순위 | 선수     | 클럽             | 도움 | 경기 |
| ---- | -------- | ---------------- | ---- | ---- |
| 1    | 에드밀손 | 전북 현대 모터스 | 14   | 39   |
| 2    | 김도훈   | 성남 일화 천마   | 13   | 40   |
| 3    | 비에라   | 전남 드래곤즈    | 10   | 33   |
| 4    | 이성남   | 성남 일화 천마   | 10   | 38   |
| 5    | 샤샤     | 성남 일화 천마   | 9    | 39   |
| 6    | 마리우   | 안양 LG 치타스   | 8    | 20   |
| 7    | 우성용   | 포항 스틸러스    | 8    | 40   |
| 8    | 마그노   | 전북 현대 모터스 | 5    | 25   |
| 9    | 신태용   | 성남 일화 천마   | 7    | 38   |
| 9    | 이천수   | 울산 현대 호랑이 | 6    | 18   |

## 수상

### 베스트 11
- 골키퍼: 서동명 (울산)
- 수비수: 김현수 (성남), 김태영 (전남), 최진철 (전북), 산토스 (포항)
- 미드필더: 이관우 (대전), 이성남 (성남), 신태용 (성남), 김남일 (전남)
- 공격수: 김도훈 (성남), 마그노 (전북)

### 부문별 수상자
| 부문         | 선수     | 클럽             |
| ------------ | -------- | ---------------- |
| 최우수선수상 | 김도훈   | 성남 일화 천마   |
| 신인상       | 정조국   | 안양 LG 치타스   |
| 득점상       | 김도훈   | 성남 일화 천마   |
| 도움상       | 에드밀손 | 전북 현대 모터스 |
| 감독상       | 차경복   | 성남 일화 천마   |

## 같이 보기
- FA컵 2003